# Escape from Iran: The Canadian Caper
Escape from Iran: The Canadian Caper é um telefilme canadense-americano de 1981 dirigido por Lamont Johnson.
Foi a primeira produção que narrou os episódios ocorridos na Canadian Caper durante a Crise dos reféns americanos no Irã em 1979.